# Drosophila acroria
Drosophila acroria är en tvåvingeart som beskrevs av Wheeler och Hajimu Takada 1962. Drosophila acroria ingår i släktet Drosophila och familjen daggflugor.
Artens utbredningsområde är Colombia. Inga underarter finns listade i Catalogue of Life.